# 托尼·杰克逊
安东尼·尤金·杰克逊（英語：Anthony Eugene Jackson，1958年1月17日—），美国NBA联盟前职业篮球运动员。他在1980年的NBA选秀中第4轮第87顺位被洛杉矶湖人选中。